# Гоба, Шарль Альбер
Шарль Альбер Гоба (фр. Charles Albert Gobat, 21 мая 1843 — 16 марта 1914) — швейцарский юрист и политик, лауреат Нобелевской премии мира за 1902 год совместно с Эли Дюкомменом.

## Биография
Гоба родился в 1843 году в Трамлане (Швейцария) в семье протестантского священника. Получил образование в университетах Базеля, Гейдельберга, Берна и Парижа. В 1867 году защитил диссертацию доктора права. С 1867 по 1868 год был преподавателем французского гражданского права в Университете Берна. Тогда же он открыл собственную юридическую фирму в кантоне Берн, ставшую позднее крупнейшей в этом регионе.
В 1882 году Гоба был избран в Большой совет Берна. В том же году он был назначен на пост попечителя бернского департамента народного образования, на котором пребывал на протяжении 30 лет. В этой должности он осуществил ряд реформ: углубил программу обучения, добился повышения финансирования образования, а также ввёл курсы профессиональной подготовки для взрослых.
С 1884 года Гоба являлся членом Союзного совета Швейцарии, а в 1890 году вошёл в состав Национального совета. В 1889 году участвовал в первой конференции Межпарламентского союза, целью которого являлась активизация совместной деятельности между членами всех парламентов для укрепления мира и сотрудничества.
В 1892 году Шарль Альбер Гоба председательствовал на четвёртой конференции союза, где был избран директором Межпарламентского бюро — штаб-квартиры союза, занимавшейся координацией его деятельности. Был членом Радикально-демократической партии.
В 1902 году Гоба совместно с Эли Дюкомменом стал лауреатом Нобелевской премии мира за усилия в деле международного арбитража. В 1906 году, после смерти Дюкоммена, Гоба сменил его на посту директора Международного бюро мира. В последние годы в своей деятельности особое внимание он уделял проблеме гонки вооружений и даже организовал встречу парламентариев Франции и Германии, которая, впрочем, никаких существенных результатов не принесла.
Шарль Альбер Гоба скончался 16 марта 1914 года в Берне от сердечного приступа и похоронен на Бремгартенском кладбище.